# جرمانيت
الجرمانيت معدن من معادن الكبريتيدات يحوي على عناصر الجرمانيوم والنحاس والحديد، وللوحدة البلورية الصيغة الكيميائية Cu26Fe4Ge4S32. للمعدن لون رمادي محمر إلى بني.
اكتشف أول مرة سنة 1920 خلال التنقيب الجيولوجي الذي قام به العلماء الألمان في ناميبيا، وأطلق عليه هذا الاسم لاحتوائه على عنصر الجرمانيوم في تركيبه.
لا يعد هذا المعدن مصدراً أساسياً لتعدين الجرمانيوم، إذ يستحصل ذلك العنصر المهم من أجل صناعة أشباه الموصلات عادة أثناء استحصال الزنك من معدن السفاليريت.